# یشتتن
یشتتن (به آلمانی: Jestetten) یک شهر در آلمان است که در Waldshut واقع شده‌است. یشتتن ۵٬۱۷۰ نفر جمعیت دارد.